# Bojourichté
Bozhurishte  ou Bojourichte (en bulgare : Божурище) est une ville de Bulgarie située à l'ouest du pays.
La ville est le centre administratif de la municipalité de Bozhurishte, dans l'oblast de Sofia et est établie près de Kostinbrod et de la capitale Sofia.
L'ancien aéroport de Sofia, aujourd'hui militaire, est proche de la ville.

## Toponymie
Le nom de la commune est tiré du mot pivoine, божур (bojour) en bulgare. En effet, à l'origine, la commune était entourée de nombreuses prairies de pivoines sauvages. Aujourd'hui il est encore possible de voir ces fleurs dans des zones protégées sur le territoire de la municipalité.

## Histoire
Bozhurishte a été mentionnée pour la première fois en 1750.
Cependant le développement de la commune remonte à 1897. La ville devient un complexe d'élevage pour chevaux de l'armée.
Un centre militaire de soin des chevaux fut créé sur le territoire du village de Gurmazovo, non loin de là, cette même année. Cette installation fut ensuite rattachée à  Bozhurishte.